# لوتشيس
لوتشيس (بالفرنسية: Louches)‏ هي بلدية تقع في إقليم باد كاليه من منطقة نور با دو كاليه في شمال فرنسا. تبلغ مساحة هذه المدينة 12.83 (كم²)، وترتفع عن سطح البحر 26 م، يبلغ عدد سكانها 844 نسمة حسب إحصاء المعهد الوطني للإحصاء والدراسات الاقتصادية سنة 2009 م. وترأس Henri Boulanger البلدية خلال فترة (2008-2014).